# Seznam ameriških pianistov
Seznam ameriških pianistov.

## A
- Muhal Richard Abrams
- Oleta Adams
- Maro Ajemian
- Harry Akst
- Tori Amos
- Bill Anschell
- George Antheil
- Kit Armstrong
- Marvin Ash
- Lola Astanova
- Lera Auerbach
- Emanuel Ax

## B
- Sergei Babayan
- Ross Bagdasarian
- Amy Beach
- Jean Berger
- Leonard Bernstein
- Roy Bittan
- Linda Nager Brandt
- Tom Brier
- Yefim Bronfman
- Dave Brubeck
- Anthony Burger
- Ralph Burns
- Lou Busch

## C
- Uri Caine
- Leroy Carr
- Carmen Cavallaro
- Ray Charles
- Louis Chauvin
- Evan Christ
- Van Cliburn
- Chuck Coleman
- John Ford Colley
- Zez Confrey
- Elizabeth Sprague Coolidge
- Chick Corea
- Henry Cowell
- Floyd Cramer

## D
- Bella Davidovich
- Tony DeBlois
- Robert Nathaniel Dett
- Misha Dichter
- Jim Dickinson
- Fats Domino
- Al Downing (glasbenik)
- Dr. John
- Eddy Duchin
- Champion Jack Dupree

## E
- Elly K
- Daniel Epstein
- John Erskine

## F
- Michael Feinstein
- Leon Fleisher
- Charles Floyd (dirigent)
- Ben Folds
- Dean Friedman

## G
- Erroll Garner
- George Gershwin
- Kirill Gerstein
- Robert Glasper
- Marty Goetz
- Claudia Gonson
- Richard Goode
- Louis Moreau Gottschalk
- Gary Graffman
- Percy Grainger
- Ferde Grofé
- Vince Guaraldi

## H
- Herbie Hancock
- George Handy
- W. C. Handy
- Glen Hardin
- Michael Allen Harrison
- Sorrel Hays
- Horace Heidt
- Skitch Henderson
- Alpin Hong
- Vladimir Horowitz (rusko-amer.)

## I
- Eugene Istomin

## J
- Tony Jackson
- Skip James
- Byron Janis
- Keith Jarrett
- Kristjan Järvi
- Alexa Ray Joel
- Grant Johannesen
- James P. Johnson
- Norman Dello Joio
- Scott Joplin

## K
- William Kapell
- Julius Katchen
- Solomon Keal
- Constance Keene
- Kevin Kern
- Olga Kern
- Stanislav Khristenko
- Angela Jia Kim
- Benjamin Kim
- Charles Harwood Knight
- Al Kooper
- Erich Wolfgang Korngold
- Stephen Kovacevich

## L
- Ellis Larkins
- Tom Lehrer
- Leslie Lemke
- Oscar Levant
- James Levine
- Shana Levy
- Jerry Lee Lewis
- John Lewis (pianist)
- Liberace (Władziu Valentino Liberace)
- Little Richard
- Professor Longhair
- Vincent Lopez
- Jerome Lowenthal

## M
- Jay McShann
- Chico Marx
- Brian McKnight
- Brad Mehldau
- Natalie Merchant
- Little Brother Montgomery
- Jelly Roll Morton
- Walter Murphy

## N
- William Grant Naboré
- Jon Nakamatsu
- Phineas Newborn
- Randy Newman
- Harry Nilsson
- Marius Nordal
- Dagmar Nordstrom
- Ervin Nyíregyházi

## O
- Christopher O'Riley
- St. Louis Jimmy Oden
- Andrew von Oeyen
- Garrick Ohlsson
- Ursula Oppens
- Leo Ornstein
- Hall Overton

## P
- Eddie Palmieri
- Gram Parsons
- Murray Perahia
- Pinetop Perkins
- Norman Petty
- André Previn

## Q
- Rita Quintero

## R
- Sun Ra
- Luckey Roberts
- Jimmie Rodgers (pop pevec)
- Frederic Rzewski

## S
- Arturo Sandoval
- Matt Savage
- Lalo Schifrin
- Neil Sedaka
- Rudolf Serkin
- Ted Shapiro
- Thomas Z. Shepard
- Abbey Simon
- Pinetop Smith
- Ignat Solzhenitsyn
- David J. Sosnowski
- Susan Starr
- Charley Straight
- Sylvia Straus
- Roosevelt Sykes
- Stan Szelest

## T
- Jennifer Terran
- Michael Tilson Thomas
- Allen Toussaint
- Lennie Tristano
- David Tudor
- Rosalyn Tureck
- McCoy Tyner

## U
- Alexander Uninsky
- Avo Uvezian

## V
- Nils Vigeland

## W
- Rufus Wainwright
- Fats Waller
- Jim Ward (glasbenik)
- André Watts
- Katie Webster
- Blind Tom Wiggins
- John Towner Williams
- Roger Williams (pianist)
- Paul Wittgenstein
- Del Wood
- Kathryn Woodard

## Y
- Jimmy Yancey